# Thanik Lertcharnrit

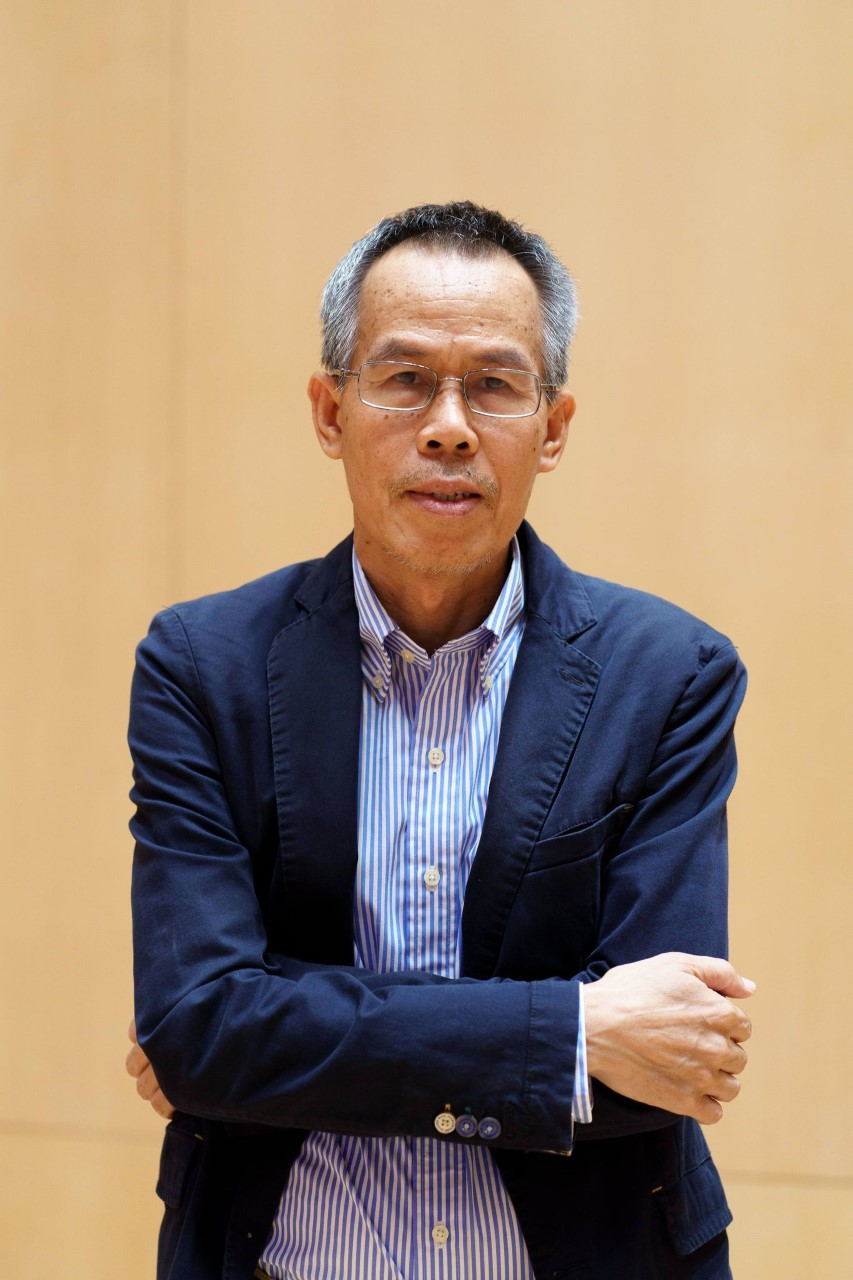
Thanik Lertcharnrit

Thanik Lertcharnrit (geboren in Khon Kaen) ist ein thailändischer Archäologe und Anthropologe.
Seit 2006 ist er außerordentlicher Professor an der Archäologischen Fakultät der Silpakorn-Universität in Bangkok. Unter anderem erteilt er dort Graduiertenkurse über „Grundlagen der Denkmalpflege“, „Archäologische Methode und Theorie“, „Feldarchäologie“, „Quantitative Analysen in der Archäologie“, „Analysemethoden steinzeitlicher Funde“, „Keramikanalysen“ sowie „Untersuchungsmethoden in der Archäologie“. Ferner leitete und leitet er diverse Forschungsprojekte.

## Wissenschaftlicher Werdegang
Während seines Studiums an der Silpakorn-Universität nahm Thanik Lertcharnrit 1983 als Mitglied des Ausgrabungsteams an der Ausgrabung einer 
vorgeschichtlichen Fundstätte in Ban Lum Khao, U-Thai Thani, Nord-Thailand, unter der Leitung von Surapol Natapintu und an der Untersuchung einer frühgeschichtlichen Fundstätte in Ban Na Lao, U-Thong, Zentral-Thailand, unter der Leitung von Pornchai Suchitta teil. 1984 folgte eine Ausgrabungstätigkeit als Forschungsassistent bei den ethnoarchäologischen Studien einer Jäger-und-Sammler-Gruppe in Nan, Nord-Thailand unter der Leitung von Surin Pookajorn. Ebenfalls 1985 absolvierte er mit Auszeichnung seinen Bachelor-Abschluss in Archäologie.
Im Anschluss arbeitete Thanik Lertcharnrit für kurze Zeit von 1985 bis 1986 als Archäologe in der Abteilung für Archäologie des Fine Arts Department in Bangkok und wechselte danach 1986 – ebenfalls als Archäologe – an das Zentrum für Süd-Thailand-Studien an der Prince of Songkla-Universität in Pattani, Süd-Thailand. Im Rahmen seiner dortigen Tätigkeiten leitete er von 1986 bis 1990 die Untersuchungen in der antiken Stadt von Yarang, Pattani. 1993 wechselte er zum Büro der Nationalen Kulturkommission in Bangkok. 1995 gehörte er im Rahmen eines Auslandsaufenthaltes zum Vermessungsteam eines archäologischen Vermessungsprojektes des Zentrums für nordwestliche Anthropologie der Washington State University in Südwest-Oregon (USA). Im selben Jahr ging er als Dozent an die Archäologische Fakultät der Silpakorn-Universität in Bangkok, wo er seitdem tätig ist. Von 1995 bis 1997 leitete er die denkmalpflegerischen Untersuchungen in Chiang Saen, Nord-Thailand. 1997 absolvierte er an der Washington State University sein Magisterexamen in Archäologie und Anthropologie. Das Jahr 1999 sah ihn im Rahmen eines weiteren Auslandaufenthaltes als Mitglied eines Ausgrabungsteams in Arizona (USA). 2001 wurde er an der Washington State University promoviert.
Im Jahr 2001 war Thanik Lertcharnrit Direktor der Archäologischen Feldschule in Sab Champa, Lopburi, Zentral-Thailand, 2002 stellvertretender Direktor der Ausgrabung einer eisenzeitlichen Fundstelle in Pong Manao, ebenfalls in der Provinz Lopburi. Von 2002 bis 2004 leitete er das Forschungsprojekt „Späte vorgeschichtliche und frühe historische sozio-ökonomische Komplexität im östlichen Gebirge Zentral-Thailands“. 2003 wurde er zum Assistenzprofessor an der Archäologischen Fakultät der Silpakorn-Universität ernannt. Das Jahr 2004 sah ihn zudem als Direktor der Archäologischen Feldschule der Silpakorn-Universität an der spät-vorgeschichtlich/früh-historischen Fundstelle in Promtin Tai, wieder in der Provinz Lopburi. Von 2004 bis 2006 war er dann Direktor des Forschungsprojekts „Archäologische Untersuchung eines frühgeschichtlichen Siedlungsmusters am östlichen Rande Zentral-Thailands“. 2006 ernannte ihn die Silpakorn-Universität zum außerordentlichen Professor. Neben seiner Lehrtätigkeit ist Thanik Lertcharnrit auch weiterhin in leitender Position an diversen Forschungsprojekten beteiligt.
Thanik Lertcharnrit ist Mitglied der Indo-Pacific Prehistory Association (IPPA), der Silpakorn University Alumni Association (SUAA) und der Professional Archaeologists Society of Thailand (PAST).

## Auszeichnungen
Thanik Lertcharnrit erhielt 2004 den „Good Research Award“ (deutsch in etwa: „Preis für gute Untersuchungen“) vom Research and Development Institute der Silpakorn-Universität und 2007 den „Outstanding New Researcher Award“ (deutsch in etwa: „Preis für außergewöhnliche neue Untersuchungen“) vom Thailand Research Fund.

## Werke

### Monographien (Auswahl)
- 2008: Roots of Humankind. Chulalongkorn University Press, Bangkok.
- 2007: Tracing Human Origins. Sarakadee Press, Bangkok.
- 2004: Archaeology. Method and Theory. Sirindhorn Anthropology Centre, Bangkok.
- 2004: Late Prehistoric and Early Historic Socio-Economic Complexity in the central Highland. Thailand Research Fund, Bangkok.
- 2003: The Past as Told by Small Old Things. Buraphasarn, Bangkok.
- 2002: A Late Prehistoric and Early Historic Ceramic Chronology for the Central Plain of Thailand. Research and Development Institute, Silpakorn University, Nakhon Pathom.
- 1997 (mit Pariwat Thammapreechakorn und Krisda Pinsri): Ceramic Art in Thailand. Rung Ruang Publishing, Bangkok.
- 1993: Indigenous Artists of the Three Southern Border Provinces. Institute of Arts and Culture, Pattani.
- 1989: Folk Crafts of Southern Thailand. Chomromdek, Bangkok.
- 1988: The Ancient Town of Yarang. Center for Southern Thailand Studies, Pattani.
- 1987: Stories from Villages. Odeon Store, Bangkok
- 1987: Archaeological Investigation of the Ancient Town of Yarang. Center for Southern Thailand Studies, Pattani.

### Aufsätze in Fachzeitschriften, Kapitel in Sammelwerken (Auswahl)
- 2017: Archaeological Heritage Management in Thailand. In: American Anthropologist, Vol. 119, No. 1, March 2017, S. 134–136.
- 2013: Cultural Heritage Management in Thailand. Springer, New York.
- 2010: Archaeological Resource Management in Thailand. In Phyllis M. Messenger und George S. Smith (Hrsg.): Heritage Resource Management, Policies and Issues in Global Perspective, University Press of Florida, Gainesville, S. 50–55.
- 2010: Heritage Values and Meanings in Contemporary Thailand. In George S. Smith, Phyllis M. Messenger und Hilary A. Soderland (Hrsg.): Heritage Values in Contemporary Society. Left Coast Press, Walnut Creek (CA), S. 279–285.
- 2010: Cultural Heritage and Large Dams in Thailand. In Fekri Hassan und Steven Brandt (Hrsg.): Damming the Past. Lexington Books, Landam (MD)
- 2010 (mit Alison Carter): Recent Research on Iron Age Stone and Glass Beads from Promtin Tai, Lopburi. Muang Boran Journal 36 (4), S. 53–68.
- 2009: Early Clay Coins or Game Pieces?. Art and Culture 31 (1), S. 50–55.
- 2009: Ancient Ornaments from Central Thailand. Sarakadee 25 (298), S. 26–30.
- 2008: Trade in Antiquity. A New Face of International Crime. Sarakadee 24 (286), S. 26–30.
- 2008 (mit Santhawee Niyomsup): Public Perception and Opinion about Archaeology. A Case Study in a Village of Central Thailand. Muang Boran Journal 34 (3), S. 95–108.
- 2007: Zoomorphic Spouts from Promtin, Central Thailand. Art & Culture 28 (8), S. 38–43, abgerufen am 19. Mai 2017
- 2006: The Moated Site of Promtin Tai and the Transition from Late Prehistory to Early History in Central Thailand. In Elisabeth Bacus, Ian Glover und Vincent Pigott (Hrsg.): Uncovering Southeast Asia’s Past. Singapore University Press, Singapore, S. 257–264.
- 2006: Late Prehistory in Thailand. Recent Evidence from the Central Region. Silpakorn Journal 49 (5), S. 16–31.
- 2006: Ancient Diseases and Health. Art & Culture 27 (8), S. 38–41.
- 2005: Ritual and Craft Specialization. Silpakorn Journal 48 (3), S. 5–13.
- 2004: Sab Champa Revisited. Results of Recent Archaeological Field Investigations. In Victor Paz (Hrsg.): Southeast Asian Archaeology. Wilhelm G. Solheim II Festschrift. edited by Victor Paz, University of the Philippines Press, Quezon City, S. 504–521.
- 2004: Late Prehistoric and Early Historic Archaeology in the Central Highland of Thailand. Excavation at the Site of Sab Champa. Antiquity 78 (299).
- 2004: Foreign Trader or Local Elite? New Evidence from a Late Prehistoric Site in Central Thailand. Art & Culture 25 (9), S. 38–41.
- 2003: Ceramic Vessels from Chaibadan, Lopburi, and the Later Prehistory of Central Thailand. Bulletin of the Indo-Pacific Prehistory Association 23, S. 27–33.
- 2003: On Chronology-Building for Central Thailand through an Attributed-Based Ceramic Seriation. Asian Perspectives 42 (1), S. 41–71.
- 2003 (mit Chawalit Khaokhiew): Man and Stone. Raw Material Availability and Stone Tool Production Organization during the Late Pleistocene and Early Holocene Periods in Thailand. Silpakorn University Journal 12 (2), S. 134–160.
- 2003: Archaeology of the Marginal Area of Central Thailand. Kuam Ru Kue Prateep 1/46, S. 2–7.
- 2003: Late Prehistoric Central Thailand. Evidence from the Lower Pa Sak River Valley and the Central Highland. Muang Boran Journal 29 (2), S. 72–87.
- 2002: Some Notes on the Recent Archaeological Excavations in the Lower Pa Sak River Valley. Silpakorn University International Journal 2 (1), S. 119–135.
- 2002: The Chronological Order of Archaeological Sites in the Pa Sak River Valley, Central Thailand. A View from Ceramic Seriation. Silpakorn Journal 45 (3), S. 59–75.
- 2001: (mit Preeyanuch Jumprom und Anan Klinpoklab), Sab Champa 2001. Archaeological Fieldwork and Results. Muang Boran Journal 27 (3), S. 117–133.
- 2001: The Management of Chaco Culture National Historical Park, New Mexico. Muang Boran Journal 27 (2), S. 39–46.
- 2000: Cultural Resource Management and Archaeology of Chiang Saen, Northern Thailand. Journal of Southeast Asian Studies 31 (1), S. 137–161.
- 1999: Prehistory of Thailand. 12 Years after Chin Youdi. Muang Boran Journal 25 (1), S. 99–111.
- 1997: Who Owns the Past? A Perspective from Chiang Saen, Thailand. Conservation and Management of Archaeological Sites 2 (2), S. 81–92.
- 1996: Archaeological Resources Protection and Management in Thailand. Historical and Contemporary Perspectives. SPAFA Journal 6 (3), S. 35–46.
- 1994: A View on a Children Museum in Paris. Museum Newsletter 7 (2), S. 28–32.
- 1993: Museum and Public in France. Muang Boran Journal 19 (3), S. 137–142.
- 1993: Thai-Muslim Domestic Houses. In M.C. Subhadradis Diskul (Hrsg.): Thai Houses. Office of National Identity, Nangkok, S. 209–231.
- 1991: A Look at Museums in Germany. Art & Culture 12( 3), S. 86–95.
- 1991: European Ceramics Found in Pattani. Art & Culture 12 (12), S. 104–110.
- 1988 (mit David J. Welch and Judith R. McNeill): Archaeological Research on the History of Pattani. Some Preliminary Conclusions. Journal of the Historical Society 10, S. 159–179.
- 1987: Problems Concerning the Preservation of Ancient Monuments in the Border Provinces of Southern Thailand. Rusamilae 11 (1), S. 44–47.
- 1987: Pattani. A Historic Town. Kuam Ru Kue Preteep January-March, S. 13–22.
- 1986: New Data on Yarang Archaeological Site. Art & Culture 7 (12), S. 32–35.